# サバ州における州外からの襲撃
サバ州における州外からの襲撃（サバしゅうにおけるしゅうがいからのしゅうげき、英語: Cross border attacks in Saba）では、マレーシア領サバ州で継続している州外からの襲撃について記載する。
サバ州の位置する北ボルネオはイギリス植民地時代の19世紀後半から海賊による襲撃が発生していた。第二次世界大戦後はフィリピンの海賊が問題となったが、彼らのほとんどはミンダナオ島やスールー諸島など、フィリピン南部に居住しているムスリムの民族集団（モロ）の出身だと推測されていた。
後述するように、20世紀後半から21世紀にかけてはスールー海の海賊によるラハダトゥ襲撃 (1985年)、アブ・サヤフによるシパダン誘拐 (2000年)、スールー王国のスルタンを自称するジャマルル・キラム3世によるラハダトゥ対立 (2013年)などが発生した。
また、2017年3月末時点で拉致事件などを理由にサバ州に危険情報を発表している国や地域として、アイルランド、
アメリカ合衆国
イギリス、
オーストラリア、
カナダ、
シンガポール、
大韓民国、
台湾、
日本、
ニュージーランド、
香港が確認されている。

## 背景
海賊行為はスールー王国の文化の一部だった。ヘンリー・ケッペル海軍大佐は1846年、イギリス船ダイドー（en:HMS Dido）での遠征中に以下のように述べた。
スールー諸島には大規模な奴隷市場があることが知られており、諸島の住民はしばしば奴隷を求めてボルネオ島を襲撃した。1910年、ミンダナオ島から海を越えてきた7人のモロの海賊がセレベス島（現在のスラウェシ島）を襲撃し、2人のオランダ人商人が殺害された。後に北ボルネオにあったイギリス人の行政組織は報告書の中で、ホロ島のモロは小さな町々を略奪し多くの人々を殺害しており、北ボルネオの住民を恐怖で支配していると報告した。イギリス帝国は海賊と何度も戦闘したが、モロの海賊による襲撃は続いた。1954年3月29日にはセンポルナ近くの町区が襲撃された。1958年7月にはカラバカン（現サバ州タワウ省にある町）でイギリスの会社の事務所が12人のモロの海賊に襲撃された。
1950年代後半から1960年代前半にかけて、イギリスによる北ボルネオ統治が終わるまでの数年間、水上生活者らと海上集落は多数の海賊の襲撃に苦しめられた。この海賊は主にタウィタウィ島から来ていると考えられていた。北ボルネオのイギリス当局は1959年から1962年の間に海賊の襲撃が232回あったと記録を残していたが、おそらく記録されなかった襲撃が多数あったはずなので、この記録は「氷山の一角にすぎない」と考えられていた。当時のイギリス領北ボルネオの総督ロナルド・ターンブルはイギリス本国に対し、イギリス海軍とイギリス空軍から治安部隊を派遣するよう要請した。だが、イギリスの新聞紙デイリー・テレグラフがこの報告書を反インドネシアに脚色を加えて報じるまで反応はなかった。なお、脚色を加えたのは当時のインドネシアとマレーシアの衝突が原因だった。

### モロのサバ州への移住
東南アジアにおける局所的な移民の流れは現在に限ったことではない。サバ州、ミンダナオ島、インドネシアの北カリマンタン州の間には数百年にわたり社会的、文化的な繋がりが存在している。スールー諸島からサバ州への越境の伝統の起源は16世紀後半に遡る。この移住の最初の波は、当時スペインの植民地主義者がスペイン領東インドの政庁があったマニラからスールー諸島へ向けて南進を始めたことと関係している。民族間の闘争とミンダナオ島のスペイン人植民者が原因となり、タウスグ族とバジャウ族のサバ州への移入など、フィリピンのモロの民族集団の移住が増加した。
1960年代、サバ州に最初の不法移民がやってきたのは当時のフィリピン大統領フェルディナンド・マルコスとフィリピンの北ボルネオ領有権主張が関連していると言われていた。1967年、マルコス大統領はサバ州をフィリピンに併合するため「ムルデカ（独立）作戦」を開始した。フィリピンの新聞の主張によると、マルコス大統領は自身の計画の最初の段階において約17人の男を森林警備隊員、郵便配達人、警察官としてサバ州に送り込んだ。彼らのほとんどはスールー州とタウィタウィ州で募兵された人員であり、サバ州に居住する多数のフィリピン人を心理的に洗脳ないし説得するためにサバ州の地元の団体に溶け込んだ。これは、サバ州東部をマレーシアから脱退させてフィリピンに吸収するためだった。
同時期にタウスグ族のムスタファ・ハルンが3代目サバ州首相に就任した。彼は自身の運転手になったフィリピンの諜報員に接触した。任務の目的に気づいた諜報員らは命令に反抗するようになっており、ムスリムの同胞を攻撃する意思はなかった。後に、彼らは作戦そのものを隠蔽するためにマルコスの兵によって殺害された。この事件はジャビダ虐殺として知られている。
ムスタファ州首相の任期は1967年から1975年であり、彼はこの間に統一サバ国民組織（USNO）に代表されるような強力なムスリム団体を設立するため、新たに多くのフィリピンのタウスグ族が北ボルネオへ移住するよう奨励したと考えられていた。
ジャビダ虐殺以降、特にモロの反乱 (フィリピン)が始まってからは、モロの反乱者が自由のため、倒れた同志の報復のために戦えるよう、ムスタファ州首相が経済支援や武器支援をしていたと考えられている。これ以降、マルコスの兵はスールー諸島とミンダナオ島の反マルコス派を排除する作戦を開始した。スールー諸島とミンダナオ島では多くのインフラが破壊されてサバ州に大きな経済問題を引き起こし、ミンダナオ島から新たに推定10万のモロがサバ州への脱出を強いられた。当時のオーストラリアの新聞によると、フィリピンに残された人々の多くは既に犯罪行為に関与しており、その主な内容は密輸と武器を使用した強盗だったという。

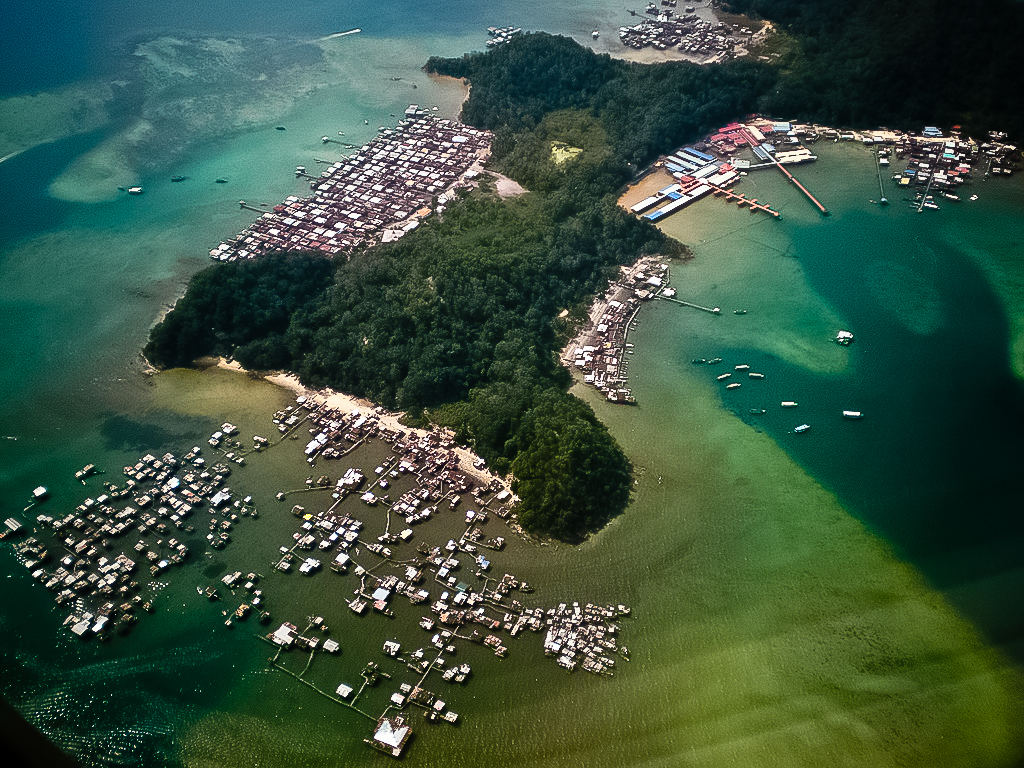
州都コタキナバル近郊、ガヤ島沿岸に浮かぶモロの大集落（2007年12月5日）

未だに多くのモロがサバ州の各地に住んでおり、州都コタキナバルの他、サンダカン、タワウ、ラハダトゥ、ラブアン島、キナルト、センポーナ、テリポクなどに散らばっている。
それに加えて、2014年時点でもサバ州の不法移民が増加し続けている主な要因に、重度の経済格差がある。王立サバ州不法移民調査委員会によると、1978年以降サバ州に不法入国者が大量に流入しているのは、サバ州との経済格差が大きいからだ。サバ州と南フィリピンやインドネシアには重度の経済格差があり、十分な雇用機会や政治的安定性が不法移民流入の要因となっている。また、もう1つの主要因はサバ州の領有権に関連している。フィリピン政府はこれまでサバ州の領有権を放棄すると公式に発表したことはなく、多くのフィリピン人は未だにサバ州はフィリピンの一部だと認識している。後述するジャマルル・キラム3世のようにフィリピン在住のスールー王国のスルタンの末裔がサバ州の領有権を主張することもある。だが、スールー王国の公式に認められた最後のスルタンであるジャマルル・キラム2世は7人の娘がいたが息子はおらず、女性に継承権のないイスラム法においては彼の子孫は継承権を主張できない
。
2014年、サバ州東部セキュリティー司令部（ESSCOM）のセキュリティー調整情報担当官（Security Coordinating Intelligence Officer）であるハシム・ジャスティン（Hassim Justin）は、汚職や違法な身分証明書の発行、地方自治体が不法居住者の集落を取り壊さなかったことが、サバ州の不法移民人口の大幅な増加を招いたとして非難した。
また、サバ州東部セキュリティー地帯（ESSZONE）内の共同体の指導者らも、不法移民への身分証明書交付に関与していた。
ロドリゴ・ドゥテルテがフィリピン大統領に就任した後、2016年9月26日時点で37人のフィリピン人がマレーシアに不法入国しようとして逮捕され、まだ数百人がスールー諸島で不法入国の機会をうかがっていると報じられた。彼らの多くはアブ・サヤフとの抗争から逃れてフィリピン南部からやってきた難民だと考えられているが、ヨーロッパでの難民流入のときのように難民と共にテロリストが流入することを警戒する意見もある。マレーシアの新聞ニュー・ストレーツ・タイムズはサバ州が新たなアブ・サヤフの拠点とされる可能性を警戒し、難民への同情はマレーシアに抗争を呼び込むと主張した。
フィリピン大学ミンダナオ校社会科学部の2人のフィリピン人研究者、ミフェル・ジョセフ・パルガ（Myfel Joseph Paluga）とアンドレア・マラヤ・ラグラジオ（Andrea Malaya Ragragio）の研究によると、ミンダナオ島からサバ州へ移民が殺到したのは、スールー王国のスルタンの地位を求める一部のサバ州の政治家が奨励したことが一因だった。特にUSNOのサバ州ムスリム主体の派閥とサバ人民統一戦線（BERJAYA）の政権が崩壊した後にも移民の殺到はみられた。

## 襲撃のタイムライン

### 襲撃の戦略
襲撃の戦略はそれぞれの集団の動機に基づいており、それぞれ異なっている。一般的に、モロの海賊と過激派は治安部隊に活動を発見されると、襲撃後にマレーシアとフィリピンの国境か近くの島へ逃亡する。海賊も過激派も、船のエンジンや食物、他の役に立つものなど売り払えるものを盗む。ラハダトゥとセンポルナの襲撃のように、いくつかの事例では彼らは町を襲撃し、罪のない一般市民を殺害、誘拐した。フィリピンの不法移民は次の標的の情報を提供することで彼らを支援した。マレーシア軍による巡回警備が増加したため、アブ・サヤフのような過激派組織は戦略を変更し、襲撃後は外国の船員を拉致するようになった。南フィリピンでのフィリピン軍の作戦から逃れてきた人々の多くは、マレーシア軍に発見されないよう小集団に分かれてサバ州に侵入するという新たな方法をとった。だが、地元の村人が海から自分達の村へやってきた不審な集団を発見、密告したため発見された。
2016年時点で、バクンガン島などの島々に国境を越えてサバ州に侵入しようとしている不法移民が数百人いると考えられており、この中にはアブ・サヤフの過激派も含まれているとみなされている。

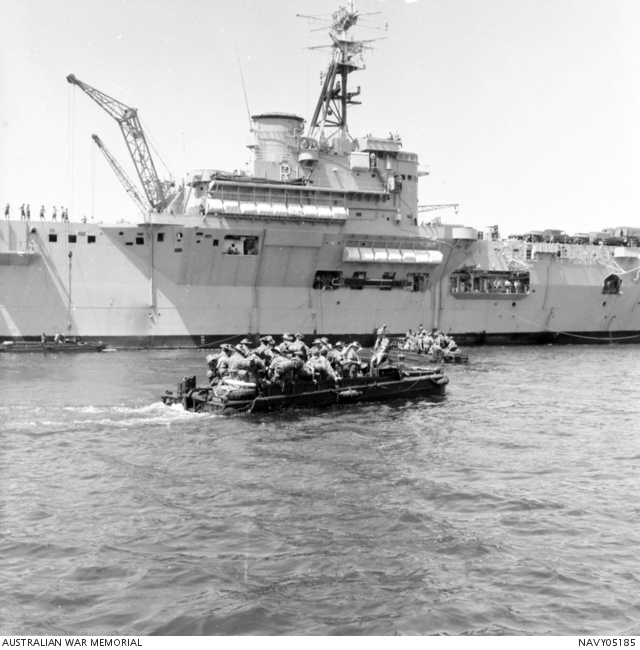
1964年、北ボルネオ（サバ州）まで部隊を輸送した空母シドニーと、到着後に小型船に乗り換えたオーストラリア兵。マレーシアへの防衛支援プログラムの一環として、インドネシアとの衝突ならびにフィリピン海賊による襲撃の可能性に対抗するため派遣された。

### 20世紀(1)
1962年、マチェットで武装したフィリピンのモロ7人がタワウ省の小さな町クナク（Kunak）を襲撃し、実業家らが強盗の被害にあった。この7人は1963年にはセンポルナを襲撃し、住民を1人殺害した。1979年10月、48人の乗客を乗せてラハダトゥからセンポルナへ向かっていた旅客船が襲撃され、アダル（Adal）島に入港させられた。3人の乗客が銃殺され、女性1人が性的暴行の被害にあった。他の乗客はフィリピンへ連れていかれたが、すぐにフィリピン軍によって救出された。1980年、M16自動小銃で武装した6人から8人のモロがセンポルナ近くの島を襲撃し、就寝中だった村人たちを殺害した。最終的に村人の内7人が殺害され、11人が負傷した。1982年、ティンバティンバ（Timba-Timba）島の村がモロの集団に襲撃された。彼らは村人を銃撃し、強盗し、殺害した。

#### ラハダトゥ襲撃 (1985年)
1985年9月23日にラハダトゥが襲撃された。1976年以降のサバ州への襲撃は小さなものを除いてもこれで10回目であり、この件は過去10年間で最悪の襲撃の1つだと報じられた。スールー諸島から来た海賊約15人によって住民21人が殺害され、11人が負傷した。襲撃者らは10万ドル近くを奪って高速船で逃亡したが、地元警察は犯人グループを追跡し5人を殺害した。しかし、残り約10人は逃亡した。負傷者の内1人は、新聞社の取材に応じて次のようにコメントした。

### 20世紀(2)
1987年、Boheydulang島の工場が12人の武装集団に襲撃され、2人の日本人部長が殺害された。工場を運営していた会社は、工場を閉鎖してインドネシアへ移転せざるをえなかった。1996年、ミンダナオ島から来た2組の武装集団がセンポルナを襲撃した。片方は警察署に爆発物を投げ込み、他方は貴金属店から約10万リンギット相当の宝石を盗んだ。銃撃戦中に武装集団の内2人を警察が逮捕し200発の弾丸が回収されたが、残りのメンバーは逃走した。同年3月、センポルナは再度襲撃された。襲撃者は10人から20人のモロの武装集団であり、三手に分かれてそれぞれ別の場所を同時に襲撃した。1つめは警察本署、2つめは警察署を襲撃した。これは、警察の対応を遅らせて3つめのグループによる貴金属店襲撃を成功させるためだったと認識されている。襲撃犯は1人も逮捕されず、20万リンギット相当を奪って逃走した。同年7月、4人の武装集団がサバ州のタワウにある貴金属店を襲撃し、約15万リンギット相当の宝石を強奪した。だが、その内の1人は後にタワウの難民村へと逃亡したときにミスを犯し、警察官によって射殺された。1時間の調査の後、他の集団の5人の銃を持った男らも警察によって殺害された。

### シパダン誘拐 (2000年)
2000年、アブ・サヤフが多数の人質を拉致した。人質の内10人はヨーロッパと中東の出身であり、11人はマレーシアの行楽地の労働者だった。後に、人質は全員スールー諸島のホロ島でフィリピン軍により救出された。

### 21世紀(1)
2003年、6人の外国人がモロの海賊によって拉致された。2004年、2人のサラワク州民と1人のインドネシア人がアブ・サヤフによって拉致された。2005年、サンダカンに拠点のある貿易会社所属のインドネシア人船員3人が、マタキング（Mataking）島近くで5人のフィリピン人に誘拐された。2010年、フィリピン海域に入った漁船の船員がフィリピンの武装勢力に拘束された。後に、全ての船員は身代金を支払うことなく解放された。同年、Sebangkat島で海藻の経営者と管理者が4人のフィリピン人武装勢力によって拉致された。2人は11カ月後に解放された。2011年、10人のフィリピン人武装勢力がマレーシアの実業家を拉致した。

#### ラハダトゥ対立 (2013年)
2013年2月11日、100人から200人程度の一部武装した集団がフィリピンのシムヌルからラハダトゥへと小舟で到着した。この集団を送り込んだのは、スールー王国のスルタンを自称する人物の1人であるジャマルル・キラム3世だった。彼らの目的は祖先の地である北ボルネオの領有権を主張することだった。この事件では、一般市民6人とマレーシア軍人10人を含む68人が死亡した。日本の新聞では、彼らの目的は放置されているサバ州の領有権問題を再開させることで、サバ州の租借料を引き上げるなど利益と権利を得ることだという推測が報じられた。この事件の後、サバ州ではフィリピン人に対する差別が発生した。地元ラジオのインタビューを受けたサバ州在住のフィリピン人は、自分達フィリピン人はマレーシア当局によって部族ごとに分断され、活動を制限され厳重に監視されていると語った。

### 21世紀(2)
2013年11月、アブ・サヤフと思われる武装集団がサバ州ポムポム（Pom Pom）島で台湾人旅行者1人を殺害、その妻は拉致されたが1ヶ月後に南フィリピンで解放された。
2014年1月、外国人がサバ州への侵入を企てたが、マレーシア軍によって阻止された。
同年4月2日、センポルナ沖の洋上ホテル「シンガマタ・リーフ・リゾート（Singamata Reef Resort）」で2人の女性が連れ去られた。1人は中国人観光客、もう1人はフィリピン人従業員だった。2ヶ月後、2人はマレーシアとフィリピンの軍によって救出された。同年5月6日、サバ州東岸にあるラハダトゥ近くのシラムで、別の拉致事件が発生し中国人男性が連れ去られた。彼は7月10日に解放された。同年6月16日、タワウ省の小さな町クナク（Kunak）で養殖場経営者とフィリピン人労働者の2人がライフルで武装した男2人によって拉致された。フィリピン人労働者は数時間後に解放されたが、経営者はホロ島にあるアブ・サヤフの拠点に連れ去られた。後に、養殖場経営者は12月10日に解放された。これは2人のフィリピン人交渉人の助けによるものであり、うち1人はモロ民族解放戦線の指導者だった。同年7月12日、マブール（Mabul）島のマブール・ウォーター・バンガロー・リゾートで警察官1人が射殺され、別の海上警察官1人が拉致された。
人質は9ヶ月後の2015年3月7日に解放された。2014年10月9日、ペナンパンで2人のフィリピン人不法移民が警察によって射殺された。この2人は10月中に最低3回の盗難事件を起こしており、片方は偽造の身分証明書をもっていた。後に、彼らは武装勢力のスールー王国軍の一員であることが判明した。同年10月17日、マレーシア人の雇用者の下で働いていた2人のベトナム人漁師がフィリピン人海賊によって銃撃された。2人はともにマレーシア軍によって救出され、コタキナバルのエリザベス女王病院へ搬送された。2015年5月15日、ミンダナオ島サンダカンのリゾートで、アブ・サヤフに所属している4人の武装した男によって2人が拉致され、スールー諸島のパラン（Parang）へ連れ去られた。被害者の1人は6ヶ月後の11月9日に解放されたが、もう1人は身代金要求に応じなかったため斬首された。

#### ムクタディル兄弟
2013年後半から2015年にかけて、ムクタディル兄弟（muktadil brothers）の通称で知られる犯人グループがサバ州東岸で身代金目的の拉致を繰り返していた。
このイスラム系のグループは人質を誘拐した後アブ・サヤフに引き渡しており、アブ・サヤフは身代金目的の誘拐で数百万ドルを稼いでいた。ムクタディル兄弟の指導者らのうち、ミンダス（Mindas）は2015年にホロ島警察により射殺された。彼の双子の兄弟カダフィ（Kadafi）は同年ホロ島で逮捕され、2016年時点で刑務所に服役している。6番目のサンパス（Sanpas）も2015年にフィリピンで死亡した。2016年9月にはタンブリアン（Tambulian）島を対テロ特殊部隊が奇襲し、ニクソン・ムクタディル（Nixon Muktadil）とブラウン・ムクタディル（Brown Muktadil）は拘束されたが数時間後に逃走を試みて射殺された。このニクソンとブラウンは遠洋での拉致で海の案内人、航海士として働いていたので、2人の死はアブ・サヤフにとって大きな打撃だと考えられている。また、最年長のバードン（Badong）はこの奇襲作戦の後、シアシ（Siasi）島付近の小型船から遺体で発見された。彼は銃撃戦で負傷し、小型船でシアシ島方面へ逃走したが途中で倒れたものと考えられている。これにより、ムクタディル兄弟の6人兄弟全員が無力化された。

### 21世紀(3)
2016年4月1日、4人のマレーシア人が拉致された。彼らはマニラからタグボートに乗ってリギタン島の海岸近くに到着したところを拉致された。他の船員はミャンマー人3人とインドネシア人2人だったが、無事帰還した。人質4人は2ヶ月近く後に解放された。同年4月15日、フィリピン中部のセブから出航した2艘のインドネシアのタグボート「ヘンリー（Henry）」と「クリスティ（Cristi）」がアブ・サヤフの武装勢力に襲撃された。乗客は10人いたが4人が拉致され、1人は銃撃により負傷した。負傷者と残りの5人はマレーシア領海でマレーシア海上法令執行庁により救出された。拉致された4人は5月11日にフィリピン政府の支援により解放された。同年7月9日、3人のインドネシア人漁師がラハダトゥ沿岸付近で拉致された。彼らは9月17日に解放された。同年7月18日、5人のマレーシア人船員が同じくラハダトゥ沿岸付近で拉致された。同年8月3日、マレーシア領海でインドネシア人船員1人が拉致されたが、他2人の船員は無事帰還した。この事件は8月5日に期間した2人によって報告されたのみである。同年8月、6月にフィリピン領海で拉致された7人の船員の内、2人のインドネシア人がアブ・サヤフの武装勢力から自力で逃げ出してきた。同年9月10日、3人のフィリピン人漁師がサバ州ポムポム島沿岸で拉致された。同年9月27日、一晩で同一グループによるとされる事件が2件発生した。1件目ではセンポルナで漁船の船長が6人の武装集団によって拉致され、2件目では公海に戻ろうとしていたトロール漁船がラハダトゥで強奪された
拉致された船長は10月1日に解放され、同日に3人のインドネシア人も解放された。同年10月12日にサバ州ティガブ（Tigabu）島付近に錨泊していた漁船が小型船に乗った4人の武装集団に襲撃され、漁船に乗っていた漁師2人のうち1人が銃撃により負傷した
。
同年10月24日、マレーシアのトロール船がサバ州ジャンボンガン（Jambongan）島近くの公海で6人のタガログ語を話す武装集団に強奪された。ジャンボンガン島から最寄の軍の駐屯地がある島までは遠かったので、この事件が地元当局に報告されたのは3日後の10月27日だった。同年10月31日、サバ州ベルハラ島付近で小型船襲撃または拉致未遂事件があったが、マレーシア軍によって阻止された。小型船の船員は無事だったが、容疑者は逃亡した。同年11月5日、サバ州サンダカン省キナバタンガンの東沿岸でインドネシア人船長2人が拉致された。犯人5人はフィリピンのタウィタウィ州を拠点にしておりアブ・サヤフの拉致グループと直接のつながりはないものと考えられている。同年11月6日、サバ州からヨットで出航した男女2人組のドイツ人旅行者がアブ・サヤフの武装集団に襲われ、女性は射殺され男性は拉致された。同年11月20日、サバ州からトロール船で出航した2人のインドネシア人漁師が5人の覆面をした武装集団に拉致された。犯人グループは南フィリピン方面へと逃走し、マレーシア軍は逃亡を阻止するため警戒態勢を敷いた。

## 影響

### 治安
イギリス植民地時代、大英帝国は多数の襲撃に悩まされており、1846年に北ボルネオの海賊の拠点を探すためヘンリー・ケッペルとジェームズ・ブルックを派遣した。
海賊と闘う長い旅の後、ラハダトゥのトゥンク（Tunk）にあった最後の海賊の拠点をイギリスは破壊した。

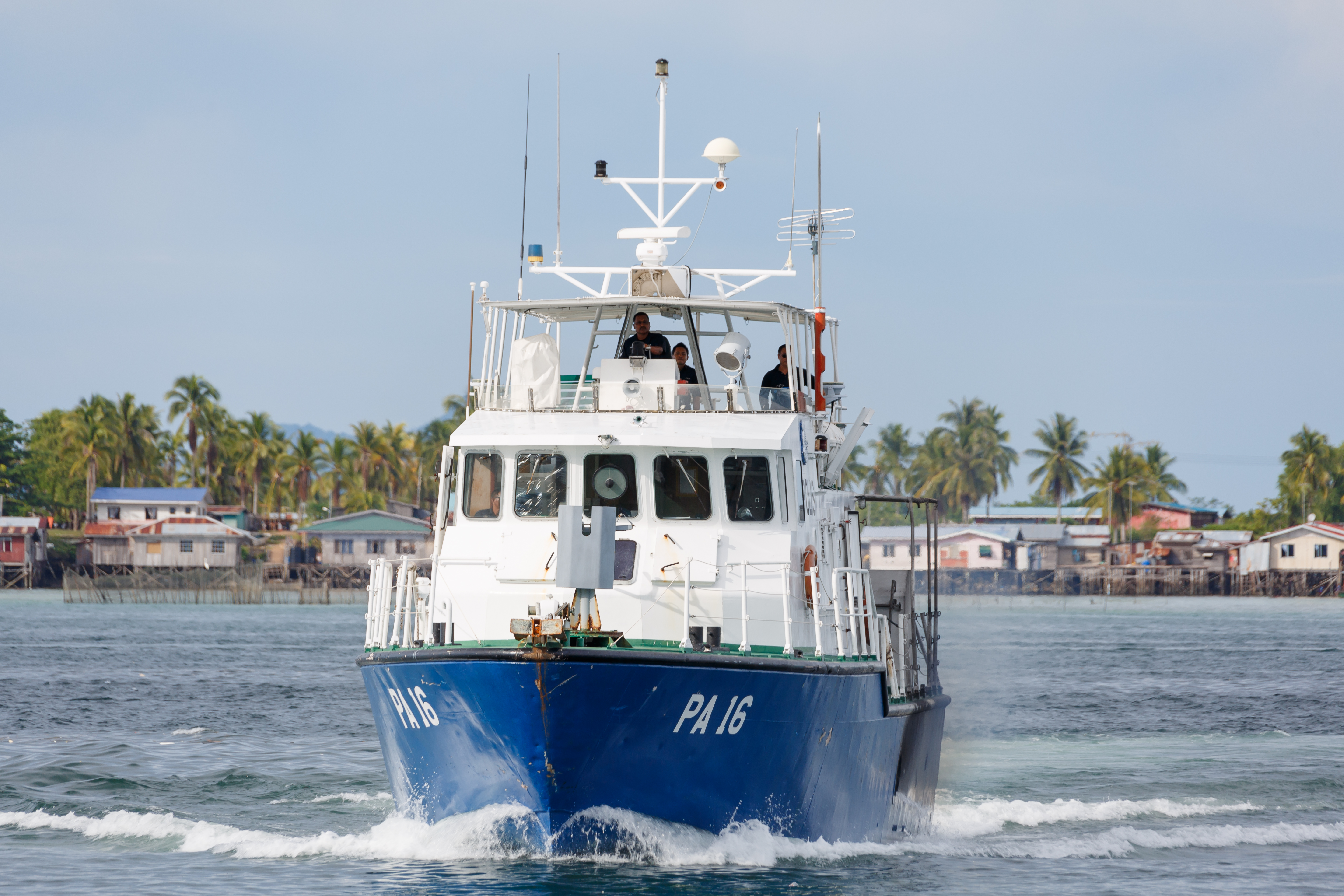
これ以上の侵入を防ぐためセンポルナ付近の海上、特にバジャウ族の村を重点的にパトロールしているマレーシア海上警察。

2013年、マレーシア政府はESSCOMとESSZONEを設立した。2014年、サバ州警察はサバ州東海域に7月19日から8月2日までの夜間外出禁止令を発令した。また、ESSZONE内に点在する小集落は犯罪行為の隠れ家として使われる恐れが指摘されており、レーダー網での監視が始まった。
元サバ州首相のハリス・サレーは、マレーシア空軍の基地をペナン州のバターワースからサバ州のラブアンへ移転させる案を再考するようマレーシア政府に訴えた。彼はまた、空軍基地はサバ州の治安のためタワウに移転すべきだと主張した。
マレーシア運輸大臣のリオウ・ティオング・ライはサバ州の東海岸と島嶼部だけでなく、本土を含めたサバ州全体の安全を確保すべきだと主張した。
2015年、ブルネイ王国空軍はマレーシアにS-70Aブラックホークを4機寄贈した。マレーシアはこの機体をESSZONEに侵入した武装集団との戦いに使用するとみられている。
同年2月28日、アメリカ合衆国はESSCOMに12隻のボートを提供した。これは2014年に当時のアメリカ大統領バラク・オバマがマレーシアを訪問した際に2国間で締結された協定に従ったものである。

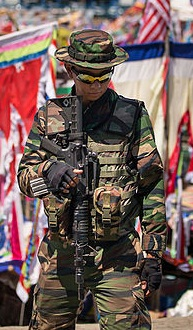
ESSCOMの一環としてサバ州東沿岸で歩哨に立っている、コルトM4を装備したマレーシア軍の兵士。

越境犯罪を阻止するためにESSCOMを設立し多くの資金を投入したにも拘わらず、フィリピンの武装勢力による拉致が続いているとの批判がある。他方で、拉致に協力しているスパイがいるとの指摘もある。アブ・サヤフによる拉致被害者にはインドネシアの漁師や船員が含まれているが、これについてインドネシア軍は自国民がアブ・サヤフのスパイとして船の航路情報を漏らしている可能性を疑っている。
また、ESSCOMのセキュリティー調整情報担当官（Security Coordinating Intelligence Officer）であるハシム・ジャスティン（Hassim Justin）は、最近のサバ州での拉致は行楽地で働くスパイの協力により成功したと述べた。また、観光事業者などの雇用者は求職者がたとえ身分証明書であるMyKadを持っていたとしても綿密に調べるべきだと主張した。
彼はまた、市民権を獲得した人物が後にマレーシアやサバ州の利益に反する犯罪行為により逮捕され有罪となった場合、当人だけでなく家族全体の市民権を無効にして追放すべきだと示唆した。ハシムはさらに、移民を減らすためにフィリピンの地域とつながりのあるサバ州の村を改名することを提案している。例えば、センポルナの村Kg Simunulはスールー諸島のテロリストによりマレーシアの警察官10名が殺害された事件のあった場所だが、この村の住民の大部分はフィリピンのSimunulから移住したことが確認されており、このような村をフィリピン由来の村名からマレーシア式の村名へ改名することでフィリピン人が移入しづらくなるかもしれないと述べている。
拉致などの犯罪行為を抑制するため、ロイヤル・マレーシア警察はサバ州東海岸とフィリピン南部のバーター貿易の禁止を提案した。マレーシア副首相アフマド・ザヒード・ハミディもある拉致事件の後に、バーター貿易はフィリピン側にしか利益がなく密輸にも関連していると述べ、バーター貿易の運営体制を見直すべきだと主張した。一方、フィリピンのバシラン州政府はミンダナオ島とサバ州のバーター貿易禁止による経済的影響を懸念しており、禁止すればサバ州の企業も売り上げと収入の低下による影響を受けると述べた。
2016年4月、サバ州政府は南フィリピンの拉致グループへの対抗策の一環としてサンダカンなどサバ州東部でのバーター貿易を停止した。
このとき、野党は東海域の企業や地域社会に深刻な影響を与えかねないとして反対した。
2017年2月1日、バーター貿易は再開された。このときサバ州はESSZONEでの船舶輸送に運用規則を設けるなどの対策を行い、フィリピン側でも海上保安部隊の強化などが提唱された。
マレーシア、フィリピン、インドネシアの3国はフィリピン人武装勢力の脅威に対抗するため、共同で海上パトロールを行うことに同意した。
3国はまた、空の警備においても共同でパトロールするという新たな合意に調印した。
2016年2月22日、サバ州テリポク（Telipok）で4人の男が逮捕された。彼らはフィリピン人難民であり、彼らの車内からは拳銃（コルト45）と弾丸39発が発見された
同年9月23日、サンダカンの邸宅でM16の弾丸と弾倉が発見され、身分証を持たないフィリピン人男性とその娘が逮捕された。
同年10月7日、マレーシア当局はアブ・サヤフや他の南フィリピン付近を拠点とする犯罪グループに情報漏洩した容疑により、サバ州東部の10人を逮捕した
同年12月8日、ラハダトゥの海上で拉致を試みた武装集団とマレーシアの治安部隊の間で銃撃戦となり、犯人グループのうち3人が射殺され2人が逮捕された。だが、残り2人は人質1人と共に逃亡し、行方不明になった。フィリピン当局はこの武装集団がアブ・サヤフのメンバーだと認識しており、また射殺された内の1人は以前の拉致事件でリーダーを務めていた人物だと考えられている。
同年12月12日、クナク（Knak）で武装強盗の容疑で指名手配されていた男2人が警察と銃撃戦になり、射殺された。
2人は手製のショットガン、エアガン、拳銃（コルト45）、リボルバー（a. 38）、ナイフ、パラング、M16の弾丸、他の弾丸やカートリッジで武装しており、覚醒剤とみられる麻薬の小包を所有していたが、身分証は見当たらなかった。
また、彼らは麻薬の売人であり強盗にも関与していたと考えられている。
2017年1月7日、刑務所から釈放されたばかりの身分証を持たないフィリピン人男性が地元警察によって撃たれ、再逮捕された。男は薬物犯罪で3カ月間サバ州の刑務所に服役しており、2016年10月に釈放されたばかりだった。彼は2016年12月から翌年1月にかけて少なくともコタキナバルでの刑事事件13件、ケニンガウ（Keningau）での強盗事件1件に関与したとされており、再逮捕に抵抗して撃たれた。
2016年9月の報道では、サバ州首相ムサ・アマンとサバ州観光文化環境大臣セリ・マシディ・マンジュン(Seri Masidi manjun)はフィリピンからの移民に紛れてテロリストや過激派が州内に侵入する可能性を述べた。
また、マンジュン大臣は脅威に対抗する唯一の方法は法の施行を徹底しサバ州民の福祉を他者のそれよりも優先することだと主張し、拉致事件においてなぜ規定時間外の密入国者に対して「見つけ次第撃つ(shoot-on-sight)」措置が実行されていないのか疑問視している。
マレーシア国立防衛大学戦略科のマレーシア人講師Ｂ・Ａ・ハムザ（B. A. Hamzah）は、「海上での狼藉の根本的な原因を理解し対応しなければならない」と述べた。彼は主な原因として南フィリピンのムスリム教徒に国の政治、経済における支柱が与えられずスールー諸島の一部では法の執行力が弱いこと、フィリピン南部地域の貧困をあげている。結果として、多くの無職のムスリム教徒が犯罪行為に従事し、盗賊や誘拐犯などの犯罪者になっていると彼は述べている。また、南フィリピンでの武力紛争が波及した結果として拉致が発生したと述べ、3国は海を法と秩序の下におくために協力すべきだと主張している。

### 社会
元マレーシア首相であるマハティール・ビン・モハマドはサバ州政府に対し、テロリストの侵入を防ぐため水上の村落に居住している住民を別の場所に再定住させるよう提案した。彼は不法入国者が水上の村落をボートからの上陸地点として利用していること、2013年のラハダトゥ対立では治安部隊が水上村落の家屋に隠れたテロリストから攻撃を受け、村民とテロリストの区別が困難だったことなどを問題点として挙げた。また、彼が首相時代に掲げたマレーシアの目標であるワワサン2020のように、もはや水上村落の時代ではなく、海上の村に定住する生活様式は現代のマレーシアでは不適切だと述べた。
サバ州のパパール選挙区から当選した国会議員であるロスナー・シーリンは、キャンプがサバ州最大の覚醒剤の巣窟になる可能性を指摘し、またキャンプでは衛生設備や廃棄物処理システムが不十分であるため近隣住民は社会問題や健康問題に晒されていると述べ、キナルト（Kinalt）の難民キャンプを閉鎖か移転するよう政府に呼びかけた。また、彼女はキャンプについて以下のように述べている。
サバ人民統一党（PBRS）総裁のジョセフ・クルップは2013年の新聞によると、2012年にモロ・イスラム解放戦線（MILF）とフィリピン政府の間に平和協定が締結されたことを根拠に、モロの人々は祖国フィリピンへの帰還を恐れるべきではないと述べた。また、モロの故郷であるミンダナオ島は現在では平和になりかつ豊富な天然資源があることを挙げ、モロは故郷に戻り祖国で機会をつかむべきだと語った。さらに、クルップは不法移民の問題は至急解決すべきだと述べる一方で移民そのものについては以下のように述べ、PBRSは不法移民に身分証と市民権を与えて有権者として認定するIC計画に反対であると示した。
2002年、サバ州進歩党は不法移民減少を成功させるためには、ミンダナオ島サンボアンガとサバ州サンダカン間のフェリー航路を停止しなければならないと主張した。党首であり元サバ州首相でもある楊德利はフィリピン政府が故意に自国民の送還を妨げている可能性を示唆しており、身分証を持たない送還者の受け入れを拒否しているフィリピン政府の対応を改めさせるためにはフェリー航路の停止は必要な措置であると述べた。彼はまたフェリーから来た外国人が不法滞在することを懸念している。実際、内務省副大臣である曹智雄（Chor Chee Heung）によればフェリーで観光ビザを利用した入国者数が43,321人であるのに対し出国者数は3万人をわずかに上回るだけであり、残りの約1万人は不法移民問題を悪化させている。
2007年の新聞でも同様に入国者に比べて出国者が少ないという問題が指摘されている。サバ州議会議員であるAu Kam Wahは未出国者が超過滞在して不法移民化していると述べ、フェリー航路を廃止すべきだと主張した。また、航路の廃止はサンダカン・サンボアンガ間の航空路で補えるだろうと述べた。
2014年10月、アフマド・ザイード・ハミディ内務相はサバ州の全ての無国籍の児童に対し、学校教育を受けるための出生証明書を与えると発表した。だが、与党連合・国民戦線（BN）と野党の指導者双方から不法移民問題の悪化などを引き起こしかねないとして再考するよう求められた。サバ州の政治家では、サバ州副首相であり元州首相でもあるパイリン・キティガン、ダレル・レイキン(Darell Leiking)議員、元州首相の楊德利が再考を求めるなどしてこの提案に反対した。一方、サバを拠点とする別の野党の指導者であるジェフリー・キティガンは、外国人には異なる出生証明書を発行するよう求めた。
サンダカンのカムンティン(Kamunting)選挙区から選出されたサバ州立法議会議員であるチャールズ・O・パン(Charles O Pang)は、無国籍の児童に出生証明書を与えるのは教育システムに負担がかかるだろうと考えている。彼の意見を報じたニュー・サバ・タイムスの記事によると、サバ州の調査で州内にはインドネシア系の無国籍児童が約36,000人居住していると推定されており、彼らがパーム油のプランテーションで働いていることは周知の事実だという。また、フィリピン系の無国籍児童はインドネシア系よりずっと多いと推定されている。同記事によればサバ州に来る人々のほとんどはより良い暮らしを求めているだけだが、一方で不法入国者の流入は問題を引き起こすという意見をパンは否定しなかった。また、納税者であるマレーシア人にとって無国籍児童に多額の費用を費やすのは不公平だとも報じられた。
1986年の新聞によると、国際連合難民高等弁務官事務所(UNHCR)はフィリピン人難民問題の恒久的解決に取り組んでいた。サバ州支部が設立された1977年から1986年までの間にフィリピン人難民問題に1200万ドルを費やし、その内270万ドルは子供の難民の教育に費やされた。2014年の報道によれば、王立サバ州不法移民調査委員会（RCI）は多額の財政支出が州内の移民のために使われており、2007年から2012年に医療費として使われた分は回収を試みられたものの2014年の時点では回収されていなかったと公表した。また、RCIの報告書の中でサバ州保健省のマリア・スライマン（Maria Sulaiman）博士は不法移民の感染症が増加した結果として支出が増加し、医官などの物資供給に対応するための資金が増加していると述べた。
また、サバ州での盗電は主にフィリピン人難民と不法移民が不法占拠している地区で起きている。
南フィリピンを拠点とするアブ・サヤフによる拉致事件は、サバ州東部の先住民スルック(Suluk)族（タウスグ族）の共同体が営んでいる海藻産業に悪影響を与えた。
キウル(Kiulu)選挙区から選出されたサバ州議員ジョニストン・バンクァイ(Joniston Bangkuai)は不法移民問題が新たな局面を迎えたと述べ、次のように言った。
サバ州国民登録局(NRD)の局長イスマイール・アフマド(Ismail Ahmad)は、無国籍児童に発行する出生証明書はマレーシア国民やサバ州民であると保障するものではなく、単に出生場所の記録や管理目的に使用するものだと述べた。
それに加えて、2014年時点で本物の国民にのみマレーシアの出生証明書を発行する手段の1つとしてDNA検査が行われている。
2014年11月、ナジブ・ラザク首相は無国籍児童に対し、マレーシア国民に発行する出生証明書とは色の異なる出生記録文書を発行すると公表した。
2014年12月、与党連合・国民戦線(BN)に属するサバ州の政党UPKO（英語版）はRCIの完全な調査報告書を入手した後、不法移民流入問題の解決策を労働委員会に提出すると報道された
。
2014年11月、マレーシアの新聞はスールー王国のスルタンを自称する人物がサバ州の地元民や半島マレーシアから来た人々にダトゥクの称号を与えていると報じ、政府は自称スルタンの活動を調査すべきだと主張した
統一マレー国民組織(UMNO)のサバ州指導者の多くはサバ州首相ムサ・アマンの発表した不法移民問題に対する抜本的対処を称賛した。
一方で、タムパルリ(Tamparuli)選挙区のサバ州議員ウィルフレッド・ブムブリンはRCIが設立されたのは政府の意図ではなく民衆からの強い圧力によるものだと述べており、与党連合・国民戦線(BN)はRCI設立を称賛すべきではないという意見も報じられた。
駐マレーシアフィリピン大使J・エデュアルド・マラヤ (J. Eduardo Malaya)がマレーシアにいるフィリピン系不法移民の児童は教育を受けるに値すると発言すると、それに対してサバ団結党 (PBS)はフィリピン政府にはサバ州民の窮乏に責任があると主張し、PBS幹事長は以下のように述べた。
人民正義党員でペナンパン(Penampang)選挙区選出の議員であるダレル・レイキン(Darell Leiking)もまたモシトゥン幹事長と同様、サバ州のフィリピン人の問題についてマレーシアに負担をかけるのではなく、マニラがより大きな責任を持つべきだと考えている。彼はフィリピン政府がサバ州に領事館を設立するのを拒んだのは、サバ州がフィリピン領土でないと公認することになるからではないかと推測した。そして、フィリピン政府はサバ州が自治州であり、サバ州にいる自国民の利益のためには領事館を設立する必要があるという事実を認めるべきだと促した。
サバ州政府は社会問題や治安上の問題の原因となっているフィリピン人の不法定住問題を解決するために、適切な制御や管理を行えるよう不法移民を別の場所に定住させようと取り組んでいる。
2016年11月10日、フィリピン大統領ロドリゴ・ドゥテルテとマレーシア首相ナジブ・ラザクはプトラジャヤの首相官邸で会談した。ドゥテルテ大統領は会談前に優先事項はサバ州の領土問題ではないと述べ、アブ・サヤフによる誘拐が頻発し増加傾向にあることをあげマラッカ海峡で起きている事象に議論を集中させると語った。また、フィリピン外相パーフェクト・ヤサイ・ジュニアは両者が会談でサバ州の領土問題を扱わないことに合意したと述べた。この会談で、両国はサバ州のフィリピン人を段階的に送還することに合意し、サバ州コタキナバルにフィリピン領事館を設置すべきか議論した。また、会談後にドゥテルテ大統領は段階的に送還している間に学校や病院などを支援する意思があることを述べた。
11月24日の時点では学校と病院を建設するという提案の受け入れについてサバ州政府はまだ議論が必要な段階であったが、一方でドゥテルテ大統領が国外追放を待っているフィリピン人一時拘留者の受け入れに同意したことについては感謝の意を示した。
2016年11月のサバ州安全保障会議によれば、1990年以来約55万人の身分証を持たない移民が州から追放もしくは自主的に退去してきたが、そのほとんどはフィリピン人だった。
また、サバ州政府は外国人管理委員会(the Main Comittee on Management of Foreigners)を通じて、マレーシア連邦政府にサバ州の難民配置計画を町や工業開発地域ではなくより適した別の場所へ移すよう提言した。
2017年3月、シンジケートが関与している偽造身分証明書の作成が発覚した後、サバ州内では不法移民への執行が強化された。
ミンダナオ島開発局(MinDA)事務官のアブドゥル・カイル・アロントは2017年2月1日にサバ州とイスラム教徒ミンダナオ自治地域(ARMM)間の越境貿易を再開する予定であると発表した。
彼はまた、BIMP-EAGAへの参加を増やすことでミンダナオ島をフィリピンの玄関口として機能させるために働くことを誓い、また海上基地を強化することで治安を改善するため、フィリピン軍の予算を増やすようはたらきかけていることを語った。